# Ungavait
Ungavait ist ein extrem selten vorkommendes Mineral aus der Mineralklasse der „Sulfide und Sulfosalze“. Er kristallisiert im tetragonalen Kristallsystem mit der Zusammensetzung Pd4Sb3, ist also chemisch gesehen eine legierungsartige Verbindung aus Palladium und Antimon und das Palladium-Analogon von Genkinit (Pt4Sb3)
Ungavait konnte bisher nur in Form mikrokristalliner Körner von etwa 36 bis 116 Mikrometern Größe und hell cremeweißer Farbe gefunden werden.

## Etymologie und Geschichte
Erstmals entdeckt wurde Ungavait 2004 in der Lagerstätte „Mesamax Northwest“ im Faltengebirge Cape Smith auf der Ungava-Halbinsel in der kanadischen Provinz Québec. Beschrieben wurde das Mineral durch Andrew M. McDonald, Louis J. Cabri, Christopher J. Stanley, Nikolay S. Rudashevsky, Glenn Poirier, James E. Mungall, Kirk C. Ross, Bruce R. Durham und Vladimir N. Rudashevsky, die es nach seiner Typlokalität Ungava benannten.

## Klassifikation
In der veralteten 8. Auflage der Mineralsystematik nach Strunz war der Ungavait noch nicht aufgeführt.
In der zuletzt 2018 überarbeiteten Lapis-Systematik nach Stefan Weiß, die formal auf der alten Systematik von Karl Hugo Strunz in der 8. Auflage basiert, erhielt das Mineral die System- und Mineralnummer II/A.05-130. Dies entspricht der Klasse der „Sulfide und Sulfosalze“ und dort der Abteilung „Legierungen und legierungsartige Verbindungen“, wo Ungavait zusammen mit Arsenopalladinit, Atheneit, Genkinit, Isomertieit, Majakit, Menshikovit, Mertieit, Miessiit, Naldrettit, Palladoarsenid, Palladobismutoarsenid, Palladodymit, Polkanovit, Pseudomertieit, Rhodarsenid, Stibiopalladinit, Stillwaterit, Törnroosit, Vincentit und Zaccariniit eine unbenannte Gruppe mit der Systemnummer II/A.05 bildet.
Die von der International Mineralogical Association (IMA) zuletzt 2009 aktualisierte 9. Auflage der Strunz’schen Mineralsystematik ordnet den Ungavait in die Klasse der „Sulfide und Sulfosalze (Sulfide, Selenide, Telluride, Arsenide, Antimonide, Bismutide, Sulfarsenide, Sulfantimonide, Sulfbismutide)“ und dort in die Abteilung „Legierungen und legierungsartige Verbindungen“ ein. Hier ist das Mineral in der Unterabteilung „Legierungen von Halbmetallen mit Platin-Gruppen-Elementen (PGE)“ zu finden, wo es als einziges Mitglied eine unbenannte Gruppe mit der Systemnummer 2.AC.35b bildet.
In der vorwiegend im englischen Sprachraum gebräuchlichen Systematik der Minerale nach Dana hat Ungavait die System- und Mineralnummer 02.06.04.03. Das entspricht der Klasse der „Sulfide und Sulfosalze“ und dort der Abteilung „Sulfidminerale“. Hier findet er sich innerhalb der Unterabteilung „Sulfide – einschließlich Seleniden und Telluriden – mit der Zusammensetzung AmBnXp, mit (m+n):p=4:3“ in der „Genkinitgruppe“, in der auch Genkinit und Oulankait eingeordnet sind.

## Kristallstruktur
Ungavait kristallisiert tetragonal in der Raumgruppe P41212 (Raumgruppen-Nr. 92), P4122 (Nr. 91), P43212 (Nr. 96), P42212 (Nr. 94) oder P4222 (Nr. 93) mit den Gitterparametern a = 7,7388 Å und c = 24.145 Å sowie 8 Formeleinheiten pro Elementarzelle.

## Bildung und Fundorte
Ungavait konnte bisher (Stand: 2013) nur an seiner Typlokalität, der Lagerstätte „Mesamax Northwest“ auf der Ungava-Halbinsel in Kanada nachgewiesen werden. Dort wurden mikrokristalline Körner mit Einschlüssen von Gold-Silber-Legierungen oder vergesellschaftet mit Chalkopyrit und Chloriten gefunden. Als weitere Paragenesen wurden Cobaltit, Galenit, Magnetit, Pentlandit, Pyrrhotin und Sphalerit beobachtet.